# 香春テレビ中継局
香春テレビ中継局（かわらテレビちゅうけいきょく）は、福岡県田川郡香春町にあるテレビジョン中継放送局である。

## 概要
香春町は、基本的に行橋テレビ中継局のエリアとされるが、地理的事情から、役場がある町の中心部は電波が届きにくい状況にあったため、その対策として設けられた小規模中継局である。
デジタル化にあたっては、お隣田川市のJR・平成筑豊鉄道田川伊田駅付近にある白鳥町をカバーしていたミニサテライト局の田川白鳥中継局を事実上香春局に統合する形で廃止したことから、田川市東部の一部もエリアとなった。

## 所在地
- 福岡県田川郡香春町大字高野字松丸1141番地7号（下高野公民館敷地内）

## 沿革
- 1972年12月13日 - NHK北九州放送局が他社に先行してアナログテレビジョン放送中継局を開局[1]。
- 1974年12月25日 - 九州朝日放送、RKB毎日放送、テレビ西日本並びに福岡放送がアナログテレビジョン放送中継局を開局[2]。
- 2010年2月26日 - 総務省九州総合通信局が前述の5社局とTVQ九州放送にデジタルテレビジョン放送中継局の予備免許交付。
- 2010年3月4日 - デジタルテレビジョン試験放送開始。
- 2010年4月28日 - 総務省九州総合通信局が6社局にデジタルテレビジョン放送中継局本免許交付。
- 2010年5月10日 - デジタルテレビジョン放送中継局開局。
- 2011年7月24日 - アナログテレビジョン放送中継局5社局6波、23時59分で完全停波。

## チャンネルと出力

### デジタルテレビジョン放送
| ID | 放送局名        | 放送局名        | 物理ch | 空中線電力 | ERP   | 放送対象地域 | 放送区域内世帯数 | 偏波 |
| -- | --------------- | --------------- | ------ | ---------- | ----- | ------------ | ---------------- | ---- |
| 1  | KBC九州朝日放送 | KBC九州朝日放送 | 44ch   | 50mW       | 100mW | 福岡県       | 733世帯          | 水平 |
| 2  | NHK北九州       | Eテレ           | 22ch   | 50mW       | 105mW | 全国         | 733世帯          | 水平 |
| 3  | NHK北九州       | 総合            | 15ch   | 50mW       | 105mW | 福岡県東部   | 733世帯          | 水平 |
| 4  | RKB毎日放送     | RKB毎日放送     | 48ch   | 50mW       | 100mW | 福岡県       | 733世帯          | 水平 |
| 5  | FBS福岡放送     | FBS福岡放送     | 37ch   | 50mW       | 100mW | 福岡県       | 733世帯          | 水平 |
| 7  | TVQ九州放送     | TVQ九州放送     | 28ch   | 50mW       | 100mW | 福岡県       | 733世帯          | 水平 |
| 8  | TNCテレビ西日本 | TNCテレビ西日本 | 34ch   | 50mW       | 100mW | 福岡県       | 733世帯          | 水平 |

### アナログテレビジョン放送
既に全局廃止された。
| ch    | 放送局名        | 空中線電力 （映像/音声） | ERP （映像/音声） | 放送対象地域 | 放送区域内世帯数 | 偏波 |
| ----- | --------------- | ------------------------ | ----------------- | ------------ | ---------------- | ---- |
| 25    | FBS福岡放送     | 1W/250mW                 | 2.7W/670mW        | 福岡県       | 不明             | 水平 |
| 27→50 | KBC九州朝日放送 | 1W/250mW                 | 2.7W/670mW        | 福岡県       | 不明             | 水平 |
| 29→52 | TNCテレビ西日本 | 1W/250mW                 | 2.7W/670mW        | 福岡県       | 不明             | 水平 |
| 33    | RKB毎日放送     | 1W/250mW                 | 2.7W/670mW        | 福岡県       | 不明             | 水平 |
| 39    | NHK北九州総合   | 1W/250mW                 | 3W/750mW          | 福岡県東部   | 不明             | 水平 |
| 41    | NHK北九州教育   | 1W/250mW                 | 3W/750mW          | 全国         | 不明             | 水平 |

- KBCとTNCは、デジタル化にあたって行橋中継局の物理チャンネルを確保するため、「アナ・アナ変換」によってチャンネルが変更された。